# Économie de l'Égypte
L'Économie de l'Égypte est en 2024 la 2e puissance économique du continent africain en matière de PIB PPA et la 3e si l'on prend le PIB nominal, juste derrière l'Afrique du Sud et le Nigeria. Étant donné le climat désertique du pays, la plupart de l'activité humaine et économique se retrouve concentrée le long du Nil. L'Égypte dispose d'une économie diversifiée, à la différence de nombreux pays africains. Ainsi, en 2015, 16 % du PIB était dû aux secteurs manufacturiers, 12 % aux secteurs extractifs (à comprendre l'exploitation de ressources naturelles comme le pétrole), 13 % au commerce de gros et de détail, etc. Le gouvernement a entrepris depuis 40 ans des réformes afin de réduire la forte centralisation héritée du président Gamal Abdel Nasser.
La politique de réformes et d’ouverture économique entreprise par l’Égypte entre 2006 et 2008 a permis des taux records de croissance élevés à 7 % l'an, et cela aurait probablement pu continuer sur une plus longue période s'il n'y avait pas eu la crise des subprimes. Malgré tout, une grande partie de la population (40%) est restée sous le seuil de pauvreté, ce qui a entraîné une situation politique et civile instable et une révolution.

## Histoire

### Période Nasser
Le gouvernement de Gamal Abdel Nasser entreprend de moderniser les infrastructures et de doter l’Égypte d'une industrie. Des nationalisations sont effectuées et le secteur public devient prépondérant. De nombreuses politiques sociales sont impulsées (réforme agraire, gratuité de l'enseignement, salaire minimum, réduction du temps de travail des ouvriers, etc).

### Période Sadate
Dans les années 1970, Anouar el-Sadate lance la politique de l'Infitah (ouverture) qui vise, en réduisant le rôle de l’État, à attirer les investissements étrangers. Une classe de nouveaux riches se développe rapidement. En 1975, on compte plus de 500 millionnaires en Égypte mais plus de 40 % de la population vit sous le seuil de pauvreté et des bidonvilles se développent autour de la capitale.
Par ailleurs, le pays accumule une dette monumentale durant les années de l'Infitah. Pour la restructurer, le FMI demande la suppression de toutes les subventions aux produits de base ce qui provoque des émeutes en janvier 1977. Le gouvernement fait intervenir l'armée, provoquant un nombre de victimes inconnu. Dans les campagnes, Sadate cherche à obtenir le soutien des élites rurales traditionnelles, dont l'influence avait décliné sous le nassérisme. Des paysans sont expulsés des terres contestées.

### Période Moubarak
Hosni Moubarak poursuit la politique de libéralisation de l’économie, notamment par la réduction des subventions à l'agriculture et à la consommation, et par la libéralisation des prix. En 1992, il fait annuler les dispositions régissant la location des terres. Généralement appelée « loi pour chasser les paysans de leurs terres », cette loi, combinée aux autres mesures de désengagement de l’État dans l’économie, accroît le mécontentement des populations rurales pauvres en particulier en Haute-Égypte. Le fait que les conditions de vie du peuple ne se soient pas améliorés mènent finalement à des manifestations de grande ampleur puis à une révolution qui voit le renversement d'Hosni Moubarak et l'élection du président de façon démocratique pour la première fois dans toute l'histoire du pays.

### Période al-Sissi
Le régime du maréchal Abdel Fattah al-Sissi s'oriente vers une politique d’austérité consistant notamment à réduire les subventions à l’énergie et à l’électricité, à imposer une TVA et à augmenter le prix des billets du métro du Caire. Cette forme d’imposition régressive fait peser une charge plus lourde sur les classes populaires et moyennes qu'auparavant ; au contraire, l’impôt sur le revenu des sociétés a diminué. Un nouveau plan d'austérité est adopté en novembre 2018 et se traduit en particulier par le gel des salaires des fonctionnaires. Le nombre de bénéficiaires des subventions pour l'alimentation a reculé de 3 millions à la suite de ces réformes.
La dette atteint un niveau record en juin 2018 (92,64 milliards de dollars), ce qui représente une augmentation de 17 % en une seule année. La dette est en particulier la conséquence du poids du budget militaire. (les importations d’armes ont augmenté de 215 % en 2013-2017 par rapport à 2008-2012) et du paiement des intérêts, qui ont atteint 31 % du budget annuel pour l’exercice 2016-2017, et 38 % en 2018. En revanche, les investissements en matières d'éducation, de santé et d'infrastructure sont insuffisants. Environ 60 % de la population égyptienne vit dans la pauvreté ou la précarité selon un rapport publié par la Banque mondiale en avril 2019. Les conditions de vie générales tendent à se détériorer. La pauvreté a progressé de plus de 11 % dans les plus grandes villes du pays (Le Caire, Alexandrie, Port-Saïd, Suez). La moitié la plus pauvre de la population ne bénéficie que de 17 à 18 % du PIB

## Secteurs économiques

### Agriculture

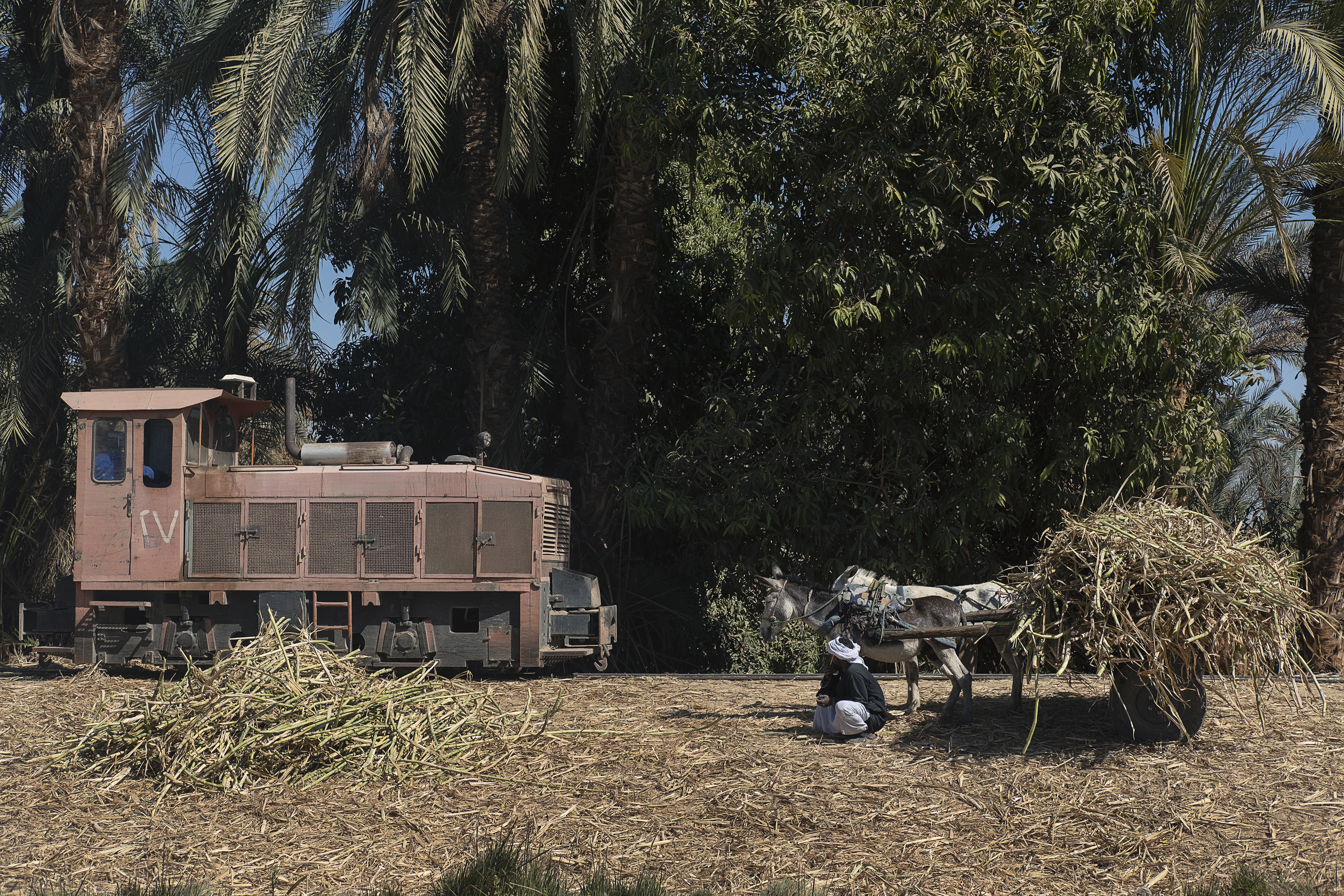
Récolte de canne à sucre.

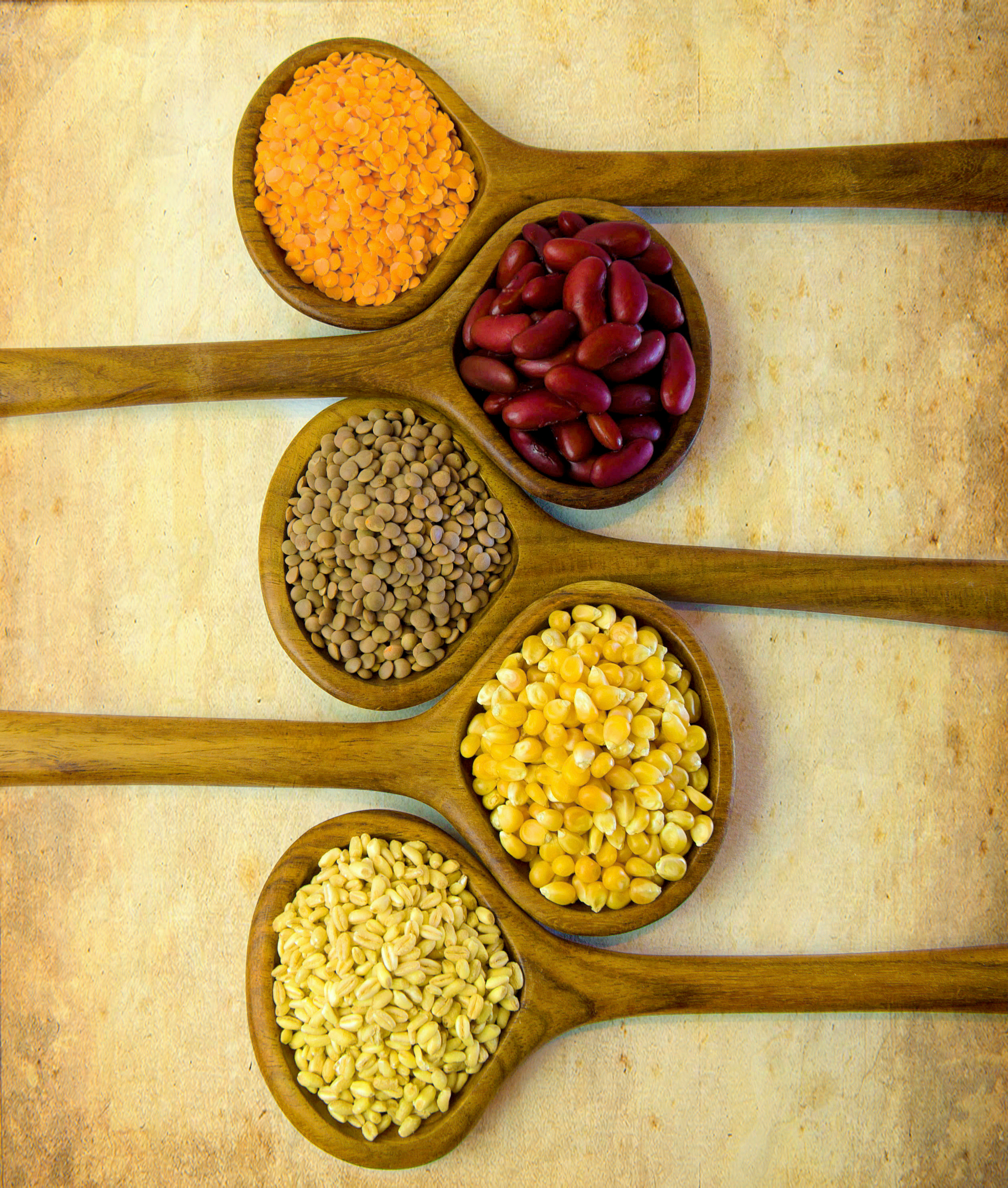
Grains cultivés en Égypte : de haut en bas, lentilles, haricots, lentilles (autre variété), maïs et blé.

Depuis toujours, et jusqu'à la construction du barrage d'Assouan, sa crue du Nil assurait la fertilisation des terres. Encore actuellement, il permet l'irrigation de sa vallée et assure de bonnes récoltes au milieu du désert. Sa vallée est une oasis linéaire. Le barrage d'Assouan procure une réserve de pêche, et retenant plusieurs années de crue, permet d'irriguer des espaces supplémentaires. Le tiers de la population travaille dans le secteur agricole.

### Hydrocarbures
Les hydrocarbures représentent plus de 9 % du PIB, et 40 % des exportations (en 2008). Les réserves en pétrole placent l'Égypte au 6e rang en Afrique (4,07 milliards de barils) et au 3e rang pour le gaz naturel (2 060 milliards de m3 avec 3 000 milliards de m3 de réserves probables).
Ces secteurs sont administrés par des monopoles d’État : l’Egyptian General Petroleum Corporation (EGPC) pour le secteur pétrolier et l’Egyptian Natural Gas Holding Company (EGAS) pour le secteur gazier. Les subventions dans le secteur de la commercialisation représentent en 2012 10 % du PIB. Un plan de diminution des subventions est en place depuis 2008 mais a été ralenti par la crise économique mondiale de 2010. En octobre 2012, une réforme progressive des subventions à l’énergie a été annoncé par le Premier ministre.
Une forte hausse de la demande intérieure en pétrole a provoqué une chute des exportations . Toutefois, plusieurs gisements pétroliers importants ont été découverts depuis 2008 dans le désert occidental par l’American Apache Corporation (la production nette d'Apache en Égypte représentait en 2012 un volume quotidien moyen de 100 000 barils de pétrole brut et 10 millions de m3 de gaz. Sinopec, groupe pétrolier chinois, a pour projet de racheter 33 % des actifs de Apache en Égypte durant l'année 2013).
Depuis 2011, l'Égypte consomme plus de pétrole qu'elle n'en produit.
L'Égypte possède 9 raffineries, ce qui est insuffisant pour le marché intérieur. Elle est donc obligée d'importer des carburants. De nouvelles constructions sont envisagées avec des investisseurs saoudiens, koweïtiens et la Libye.
Plus de 10 millions de tonnes d'engrais (essentiellement phosphates et engrais à base de nitrate) sont produits dans 8 usines permettant une faible exportation vers des marchés de petite taille.
La production, la commercialisation et l'exportation du gaz naturel sont en forte augmentation  grâce à d'importantes découvertes récentes au large du Delta du Nil en mer Méditerranée (Port Faud, Temsah du Sud et Wakah) et dans le désert occidental. Le gazoduc arabe transporte le gaz naturel vers le Moyen-Orient (et à terme vers l'Europe - projet Nabucco) : Jordanie, Syrie, Turquie, Israël. Ce pays devrait devenir le premier exportateur de gaz naturel liquéfié devant l'Algérie (la recette des exportations de gaz est passée de 1,5 milliard USD en 2005 à 7,8 milliards USD en 2008).
Des trains de liquéfaction DNL (ensemble des unités d’une usine ou d’une installation mobile assurant le traitement et la liquéfaction du gaz naturel) sont en fonctionnement depuis 2005 dans des partenariats avec Petronas (Malaisie), GDF Suez (France) et Union Fenosa (Espagne).
En 2012, l’Égypte s'est engagée sur la voie de la fracturation hydraulique, dans le désert occidental. Les réserves seraient de 6 000 milliards de m3 de gaz.
En 2015, le groupe italien ENI annonce la découverte du « plus grand gisement offshore de gaz naturel dans les eaux territoriales de l'Égypte, une découverte qui aura des répercussions sur la stabilité énergétique de la Méditerranée », ce gisement sera nommé Zohr. Et, en 2018, la même compagnie annonce une découverte de gaz dans la zone de prospection et d'exploration Faramid South qui se situe à 30 km au nord-ouest de la concession Melehia dans le désert égyptien occidental.

### Construction
En Égypte, les grandes entreprises de construction utilisent des sous-traitants et les recruteurs de main-d'œuvre pour avoir accès à une main-d'œuvre flexible, plutôt que d'embaucher des travailleurs directement par des contrats légaux. On estime que 90 pour 100 des travailleurs de la construction manuelle sont embauchés de façon occasionnelle en tant que travailleurs salariés ou sont des travailleurs autonomes. Les Coffeehouse des travailleurs de la construction sont les endroits où les sous-traitants et les artisans qui se rencontrent et se socialisent et où le recrutement s'effectue. Les artisans sont embauchés parmi des parents et des amis. Les liens solides entre les employeurs et les travailleurs (patrons et clients) et la cohésion entre les membres du même groupe restreignent l'accès aux emplois par des « étrangers ». Mais le marché pour les travailleurs (qui attendent en dehors des cafés) est plus ouvert.

### Tourisme
Le tourisme est la première ressource en devises de l'Égypte et l'un de ses principaux secteurs d'activités avec des recettes de l'ordre de 7 milliards de dollars par an, supérieures au transfert des émigrés égyptiens à l'étranger. Cependant cette rente est fragilisée par les attentats qui ont visé des sites touristiques en 1997 et 2004. Cela ne s'est pas amélioré puisque entre 2010 et 2012 le tourisme a diminué de 11 % à cause de l'instabilité politique du pays. Fin 2012 avait aussi été marqué par la demande des salafistes faite auprès du gouvernement égyptien pour détruire les pyramides de Gizeh qu'ils jugent comme des monuments païens.
En 2013, le pays a accueilli 9,497 millions de visiteurs, ce qui représente 6,044 milliards $ de revenus.

### Télécommunication
En 2007, l'Égypte comptait 30 millions d'abonnés à la téléphonie mobile, soit 39,82 % de taux de pénétration.

## Canal de Suez
En 2015, avec cinq milliards de dollars de recettes par an, l’économie issue du canal représente 20 % du budget de l’état égyptien.

## Aides internationales
Depuis 1948, l’Égypte a reçu des États-Unis d'Amérique une aide financière évaluée en 2013 à 70 milliards de dollars essentiellement pour le domaine militaire (1,3 milliard par an). Les ÉUA maintiennent leur aide malgré les troubles politiques qui sévissent depuis plusieurs mois dans le pays. Une aide budgétaire complémentaire avait été conclue avec le président Morsi en avril 2013 en attente de l'aide du FMI.
L'aide financière du FMI est en suspens depuis juillet 2013. Par contre, l'Arabie saoudite, le Koweït et les Émirats arabes unis qui s’étaient engagés pour une aide de 12 milliards de dollars ont déjà débloqué 5 milliards.
Le Qatar en avril 2013 envisageait l'achat d'obligations égyptiennes (3 milliards de dollars) et une aide financière de 5 milliards. Ces décisions ont été suspendues à la suite de la destitution du président Morsi.
La Banque européenne d'investissement (BEI) et la Banque européenne pour la reconstruction et le développement (BERD), institutions financières de l'Union européenne, ont mis au point en novembre 2012 un programme d'assistance aux Égyptiens, de cinq milliards d'euros, qui devait s’étaler jusqu'en 2014. Seulement 16 millions ont été accordés. Le programme est bloqué en raison de l'instabilité du pays depuis la destitution du président.

### FMI
Un accord technique avec le FMI pour une aide d’un montant de 4,8 milliards USD était en cours en novembre 2012 pour soutenir financièrement la mise en place du programme économique et social du gouvernement au cours de l’année fiscale 2013-2014,. Le 16 avril 2013, l'agence Reuters annonce la fin des discussions sans qu'un accord ait pu être conclu.